# Thomas Grøgaard
Thomas Grøgaard (Arendal, 8 febbraio 1994) è un calciatore norvegese, difensore svincolato.

## Carriera

### Club
Grøgaard ha firmato il primo contratto professionistico con l'Odd nell'estate 2012. Ha esordito nell'Eliteserien il 17 agosto 2013, schierato titolare nel pareggio per 1-1 contro il Molde. In vista del campionato 2014, è passato dal numero 26 al 5.
Il 16 luglio 2018, il Brann ha annunciato l'ingaggio di Grøgaard a parametro zero, a partire dal 1º gennaio 2019, alla scadenza dell'accordo in essere con l'Odd: il giocatore si è legato al nuovo club con un contratto valido fino al 31 dicembre 2021. Il 14 agosto 2018, però, le parti hanno trovato un accordo economico per anticipare il trasferimento, con il difensore che si è aggregato immediatamente ai nuovi compagni.
Il 31 agosto 2021 è passato allo Strømsgodset, a cui si è legato fino al 31 dicembre 2023.
Il 27 febbraio 2024 ha firmato un contratto annuale con l'Aalesund.

### Nazionale
Grøgaard è stato convocato da Tor Ole Skullerud nella Norvegia under 21 in vista delle sfide di qualificazioni al campionato europeo di categoria del 2015 contro Israele e Macedonia. Il 15 novembre 2013, così, è stato schierato titolare nella sconfitta per 4-1 contro la formazione israeliana.
Il 19 agosto 2014, è stato convocato dal commissario tecnico Per-Mathias Høgmo in vista dell'amichevole che la Norvegia avrebbe disputato il successivo 27 agosto contro gli Emirati Arabi Uniti. È subentrato a Per Egil Flo nel secondo tempo della partita, che è terminata con un pareggio per 0-0.

## Statistiche

### Presenze e reti nei club
Statistiche aggiornate al 2 maggio 2025.
| Stagione            | Club                | Campionato          | Campionato | Campionato | Coppe nazionali | Coppe nazionali | Coppe nazionali | Coppe continentali | Coppe continentali | Coppe continentali | Supercoppe | Supercoppe | Supercoppe | Totale | Totale |
| Stagione            | Club                | Comp                | Pres       | Reti       | Comp            | Pres            | Reti            | Comp               | Pres               | Reti               | Comp       | Pres       | Reti       | Pres   | Reti   |
| ------------------- | ------------------- | ------------------- | ---------- | ---------- | --------------- | --------------- | --------------- | ------------------ | ------------------ | ------------------ | ---------- | ---------- | ---------- | ------ | ------ |
| 2012                | Odd                 | ES                  | 0          | 0          | CN              | 0               | 0               | -                  | -                  | -                  | -          | -          | -          | 0      | 0      |
| 2013                | Odd                 | ES                  | 10         | 0          | CN              | 0               | 0               | -                  | -                  | -                  | -          | -          | -          | 10     | 0      |
| 2014                | Odd                 | ES                  | 30         | 0          | CN              | 4               | 0               | -                  | -                  | -                  | -          | -          | -          | 34     | 0      |
| 2015                | Odd                 | ES                  | 27         | 0          | CN              | 3               | 0               | UEL                | 6                  | 0                  | -          | -          | -          | 36     | 0      |
| 2016                | Odd                 | ES                  | 26         | 0          | CN              | 4               | 0               | UEL                | 3                  | 1                  | -          | -          | -          | 33     | 1      |
| 2017                | Odd                 | ES                  | 24         | 1          | CN              | 3               | 0               | UEL                | 3                  | 0                  | -          | -          | -          | 30     | 1      |
| gen.-ago. 2018      | Odd                 | ES                  | 14         | 0          | CN              | 3               | 0               | -                  | -                  | -                  | -          | -          | -          | 17     | 0      |
| Totale Odd          | Totale Odd          | Totale Odd          | 131        | 1          |                 | 17              | 0               |                    | 12                 | 1                  |            | -          | -          | 160    | 1      |
| ago.-dic. 2018      | Brann               | ES                  | 12         | 0          | CN              | -               | -               | -                  | -                  | -                  | -          | -          | -          | 12     | 0      |
| 2019                | Brann               | ES                  | 13         | 0          | CN              | 4               | 1               | UEL                | 0                  | 0                  | -          | -          | -          | 17     | 1      |
| 2020                | Brann               | ES                  | 24         | 1          | -               | -               | -               | -                  | -                  | -                  | -          | -          | -          | 24     | 1      |
| gen.-ago. 2021      | Brann               | ES                  | 8          | 0          | CN              | 0               | 0               | -                  | -                  | -                  | -          | -          | -          | 8      | 0      |
| Totale Brann        | Totale Brann        | Totale Brann        | 57         | 1          |                 | 4               | 1               |                    | 0                  | 0                  |            | -          | -          | 61     | 2      |
| ago.-dic. 2021      | Strømsgodset        | ES                  | 13         | 0          | CN              | 4               | 0               | -                  | -                  | -                  | -          | -          | -          | 17     | 0      |
| 2022                | Strømsgodset        | ES                  | 30         | 1          | CN              | 1               | 0               | -                  | -                  | -                  | -          | -          | -          | 31     | 1      |
| 2023                | Strømsgodset        | ES                  | 23         | 0          | CN              | 4               | 0               | -                  | -                  | -                  | -          | -          | -          | 27     | 0      |
| Totale Strømsgodset | Totale Strømsgodset | Totale Strømsgodset | 66         | 1          |                 | 9               | 0               |                    | -                  | -                  |            | -          | -          | 75     | 1      |
| 2024                | Aalesund            | 1D                  | 26         | 0          | CN              | 2               | 0               | -                  | -                  | -                  | -          | -          | -          | 28     | 0      |
| Totale              | Totale              | Totale              | 280        | 3          |                 | 32              | 1               |                    | 12                 | 1                  |            | -          | -          | 324    | 4      |

### Cronologia presenze e reti in nazionale
| Cronologia completa delle presenze e delle reti in nazionale ― Norvegia | Cronologia completa delle presenze e delle reti in nazionale ― Norvegia | Cronologia completa delle presenze e delle reti in nazionale ― Norvegia | Cronologia completa delle presenze e delle reti in nazionale ― Norvegia | Cronologia completa delle presenze e delle reti in nazionale ― Norvegia | Cronologia completa delle presenze e delle reti in nazionale ― Norvegia | Cronologia completa delle presenze e delle reti in nazionale ― Norvegia | Cronologia completa delle presenze e delle reti in nazionale ― Norvegia |
| Data                                                                    | Città                                                                   | In casa                                                                 | Risultato                                                               | Ospiti                                                                  | Competizione                                                            | Reti                                                                    | Note                                                                    |
| ----------------------------------------------------------------------- | ----------------------------------------------------------------------- | ----------------------------------------------------------------------- | ----------------------------------------------------------------------- | ----------------------------------------------------------------------- | ----------------------------------------------------------------------- | ----------------------------------------------------------------------- | ----------------------------------------------------------------------- |
| 27-8-2014                                                               | Stavanger                                                               | Norvegia                                                                | 0 – 0                                                                   | Emirati Arabi Uniti                                                     | Amichevole                                                              | -                                                                       |                                                                         |
| Totale                                                                  |                                                                         | Presenze                                                                | 1                                                                       |                                                                         | Reti                                                                    | 0                                                                       |                                                                         |